# Fernando Roldán
Víctor Luis Fernando Roldán Campos (1921. október 15. – 2019. június 23.) chilei labdarúgó, hátvéd.

## Pályafutása
Az Universidad Católica labdarúgója volt. Tagja volt az 1950-es brazíliai világbajnokságon részt vevő chilei válogatottnak, amelyben 1950 és 1954 között 17 alkalommal szerepelt.